# Dan Tobin
Dan Tobin (* 19. Oktober 1910 in Cincinnati, Ohio als Daniel Malloy Tobin; † 26. November 1982 in Santa Monica, Kalifornien) war ein US-amerikanischer Schauspieler.

## Leben und Karriere
Tobin besuchte die University of Cincinnati und fand keinen Gefallen am Studium, entwickelte dort aber in einer Theatergruppe namens The Fresh Painters Gefallen an der Schauspielerei. In den 1930er-Jahren arbeitete er als Theaterschauspieler und Auftritte führten ihn bis nach London. Unter anderem spielte er in Eugene O’Neills Ah, Wilderness! und Philip Barrys The Philadelphia Story. In letzterem Stück war er in der Originalproduktion in den Jahren 1939 und 1940 am Broadway zu sehen.
Tobin trat seit Ende der 1930er-Jahre als Filmschauspieler in Erscheinung. Eine seiner ersten Filmrollen hatte er 1942 als wichtigtuerischer Sekretär von Katharine Hepburns Hauptfigur in der Komödie Die Frau, von der man spricht. Auch im weiteren Verlauf seiner Film- und Fernsehkarriere erfolgte ein Typecasting auf pingelige, steife oder spießige Figuren, die meist Bürojobs ausübten und nicht selten Rivalen des Hauptdarstellers um die Liebe einer Frau waren. Ab den 1950er-Jahren spielte er vor allem in Fernsehserien und wirkte an zahlreichen Serienklassikern mit, etwa 77 Sunset Strip, Twilight Zone Bonanza, Verliebt in eine Hexe und Batman. In der letzten Staffel Perry Mason hatte er eine wiederkehrende Rolle als Terrance Clay, Wirt von Clay’s Grill. Sein Schaffen umfasst mehr als 120 Produktionen. Seinen letzten Auftritt vor der Kamera hatte er 1977, doch im Jahr 2018 erschien noch der von Orson Welles in den 1970er-Jahren abgedrehte und lange unvollendete The Other Side of the Wind. In diesem spielte Tobin den Internatslehrer Dr. Bradley Pease Burroughs, der über Umwege auf eine Hollywood-Party gerät und von der dortigen Atmosphäre überfordert ist.
Seine Ehefrau Jean Holloway (1917–1989), mit der er von 1951 bis zu seinem Tod verheiratet war, war eine Drehbuchautorin. Dan Tobin starb im November 1982 mit 72 Jahren nach längerer Krankheit.

## Filmografie (Auswahl)
- 1939: Black Limelight
- 1942: Die Frau, von der man spricht (Woman of the Year)
- 1946: Der unbekannte Geliebte (Undercurrent)
- 1947: A Likely Story
- 1947: So einfach ist die Liebe nicht (The Bachelor and the Bobby-Soxer)
- 1948: Spiel mit dem Tode (The Big Clock)
- 1948: Nur meiner Frau zuliebe (Mr. Blandings Builds His Dream House)
- 1948: Die bronzene Göttin (The Velvet Touch)
- 1948: Sealed Verdict
- 1948: Miss Tatlock’s Millions
- 1949: Song of Surrender
- 1950: The Magnificent Yankee
- 1951: Queen for a Day
- 1951–1952: The First Hundred Years (Fernsehserie, 19 Folgen)
- 1953: Du und keine andere (Dream Wife)
- 1953–1955: The George Burns and Gracie Allen Show (Fernsehserie, 4 Folgen)
- 1955: My Favorite Husband (Fernsehserie, 2 Folgen)
- 1955–1956: The Adventures of Ozzie and Harriet (Fernsehserie, 2 Folgen)
- 1956: Mädchen ohne Mitgift (The Catered Affair)
- 1957–1958: Alle lieben Bob (The Bob Cummings Show, Fernsehserie, 3 Folgen)
- 1957–1961: Maverick (Fernsehserie, 3 Folgen)
- 1958: Dezernat M (M Squad, Fernsehserie, Folge 1x16)
- 1959: Der Zorn des Gerechten (The Last Angry Man)
- 1959–1964: 77 Sunset Strip (Fernsehserie, 3 Folgen)
- 1960, 1962: Hawaiian Eye (Fernsehserie, 2 Folgen)
- 1961: Twilight Zone (Fernsehserie, Folge 2x16 Die standhafte Münze)
- 1961: The Andy Griffith Show (Fernsehserie, Folge 1x21)
- 1961: Gnadenlose Stadt (Naked City, Fernsehserie, Folge 3x12)
- 1961–1963: Dr. Kildare (Fernsehserie, 3 Folgen)
- 1961–1972: Bonanza (Fernsehserie, 4 Folgen)
- 1962: Immer nur deinetwegen (Who’s Got the Action?)
- 1963, 1966: Rauchende Colts (Gunsmoke, Fernsehserie, 2 Folgen)
- 1964–1966: Perry Mason (Fernsehserie, 14 Folgen)
- 1965: The Munsters (Fernsehserie, Folge 1x30)
- 1965: The Dick Van Dyke Show (Fernsehserie, Folge 5x07)
- 1965–1967: Verliebt in eine Hexe (Bewitched, Fernsehserie, 4 Folgen)
- 1966: Batman (Fernsehserie, Folge 1x04 Gefiederte Lumpen – Teil 2)
- 1966, 1968: Tennisschläger und Kanonen (I Spy, Fernsehserie, 2 Folgen)
- 1967: Wie man Erfolg hat, ohne sich besonders anzustrengen (How to Succeed in Business Without Really Trying)
- 1968: Ein Käfig voller Helden (Hogan’s Heroes, Fernsehserie, Folge 4x07)
- 1969–1970: Der Geist und Mrs. Muir (The Ghost & Mrs. Muir, Fernsehserie, 3 Folgen)
- 1971: Männerwirtschaft (The Odd Couple, Fernsehserie, Folge 2x05)
- 1973: FBI (The F.B.I., Fernsehserie, Folge 8x18)
- 1973: Barnaby Jones (Fernsehserie, Folge 1x08)
- 1973: Dr. med. Marcus Welby (Marcus Welby, Fernsehserie, Folge 5x03)
- 1974: Herbie groß in Fahrt (Herbie Rides Again)
- 1976: Eine amerikanische Familie (Family, Fernsehserie, Folge 1x06)
- 1977: Once Upon a Brothers Grimm (Fernsehfilm)
- 2018: The Other Side of the Wind [zwischen 1970 und 1976 gedreht]